# Mitsubishi Lancer WRC
La Mitsubishi Lancer WRC est une voiture utilisée en rallye.

## Historique
Des versions Groupe A et Groupe N ont été extrapolées de la Lancer Evolution dès 1993. Au total, les versions Groupe A ont remporté une vingtaine de victoires en WRC. Grâce au Finlandais Tommi Mäkinen, Mitsubishi a gagné quatre fois le titre du championnat des pilotes pour la période de 1996-1999, et avec l'aide de son coéquipier Richard Burns, le titre du championnat des constructeurs pour la première fois en 1998. La Lancer Evolution Groupe A a couru jusqu'à la mi-saison 2001, après quoi elle fut remplacée par la Lancer WRC, répondant à la règlementation World Rally Car. Cette dernière ne connaîtra cependant pas le même succès que l'Evo. Parallèlement, Mitsubishi a remporté de nombreuses victoires de classe en Groupe N, et plusieurs titres en P-WRC. Les Lancer Evolution Groupe N s'illustrent toujours à l'heure actuelle dans ce championnat, ainsi que dans de nombreux championnats nationaux.
WRC
La Lancer Evolution WRC est équipée du moteur 4G63 1 996 cm3 utilisé par Mitsubishi dans ses sports et de rallye depuis les années 1980. Dans cette version WRC, il développe 300 ch (221 kW) à 5500 tr/min et 540 N m à 3500 tr/min. La voiture fait ses débuts au Rallye San Remo 2001, après un temps de développement relativement court. Malgré l'appelation " Lancer," elle était en fait fondée sur sa belle-sœur, la "Cedia". Les règles du WRC permettent plus de liberté pour le développement de la voiture. Les ingénieurs ont réussi à développer les WRC de façon plus approfondies que les versions Groupe A. Ces développements concernent principalement le moteur sur lequel des évolutions profondes sont effectuées et son positionnement revu. Un nouveau turbo et un nouveau système d'échappement sont également adoptés. Le changement le plus important concerne les suspensions qui sont remplacées par des MacPherson. Les passages de roue sont également plus imposants que sur les Groupes A. La transmission est quant à elle restée la même, ce qui lorsque Tommi Mäkinen quitta l'équipe à la fin de l'année 2001 provoqua pas mal de problèmes d'adaptations aux nouveaux pilotes car elle exigeait une approche agressive de freinage du pied gauche.
WRC2
La Lancer Evolution WRC2 est toujours équipée du moteur 4G63 développant toujours 300 ch (221 kW) à 5500 tr/min et 540 N m à 3500 tr/min. Il est accouplé à une transmission séquentielle de type de INVECS 6 vitesses par le biais d'un embrayage de carbone triple plaque et la puissance est passée aux quatre roues par les différentiels. La suspension de la voiture est quant à elle indépendante, et passe par des jambes de force MacPherson avec des ressorts hélicoïdaux. Les freins sont ventilés et pincés par des étriers à 6 pistons à l'avant et à 4 pistons à l'arrière. La voiture a fait ses débuts au Rallye de Finlande 2002 et les modifications apportées à l'Evo montrent une meilleure répartition du poids et un centre de gravité plus bas. Le spoiler avant est changé dans le but d'augmenter le flux d'air pour refroidir les radiateurs. Plusieurs composant tels que l'intercooler, le collecteur d'échappement ainsi que le turbocompresseur sont changés et apportent plus de fluidité à l'ensemble de la voiture. Le moteur subit lui aussi de légères modifications. La transmission subit quelques modifications mais ne correspond pas au style de pilotage de McRae et de Delecour. Fin 2002, Mitsubishi se retire officiellement du WRC, mais ils utiliseront cette voiture comme base de développement sur certaines épreuves du WRC, avec par exemple une 6e place remportée par McRae au Rallye de Nouvelle-Zélande 2003.
WRC04
Pour cette nouvelle évolution appelée Lancer WRC04, on compte pas loin de 6000 modifications sur la voiture. On retrouve toujours le moteur 4G63 mais accouplé ici à une transmission semi-automatique à 5 rapports. De nombreux tests aérodynamiques en soufflerie sont fais dans le but d'améliorer la fluidité de la voiture. Cela implique un nouveau spoiler avant, de nouveaux passages de roues et un tout nouvel aileron arrière. Les freins avant évoluent également et passent de 6 à 8 pistons. Hélas la voiture rencontre fréquemment des soucis mécaniques et électriques. Mitsubishi ne fit même pas une saison complète mais continuèrent malgré tout le développement de la voiture mais les résultats mirent du temps à venir.
En 2004, les Lancer WRC04 était pilotées Gilles Panizzi copiloté par Hervé Panizzi, Gianluigi Galli avec Guido D'Amore, Daniel Solá copiloté par Xavier
Amigo, et Kristian Sohlberg copiloté par Kaj
Lindstrom.
WRC05
La Lancer WRC05 voit sa largeur augmenter de 30 mm en raison de la nouvelle réglementation du WRC. Le moteur est toujours le même que dans la WRC04, mais l'ECU et la soupape de décharge du turbo (wastegate) sont modifiés. Dans le but d'améliorer la stabilité de la voiture, de nombreuses améliorations aérodynamiques sont apportées à la voiture.
Les liens de suspension et arbres de transmission ont été allongées et les voix sont élargies. Des palettes de commande de direction sont montées sur le volant, et les premiers, troisièmes et quatrièmes rapports ont été adaptés pour plus de confort et de facilité d'utilisation. La voiture semblait très prometteuse, pour preuve la 3e place de Panizzi au Monte-Carlo, et les résultats prometteurs de Rovanperä sur les rallyes terre. Une 2e place sera même remportée en Australie. Peu de temps après Mitsubishi cesse son implication officielle et les voitures seront soutenues soit par un statut privé soit semi usine en 2006 et 2007.
N'ayant plus d'implication officielle, le développement de la voiture se limite aux suspensions, la transmission et d'autres changements mineurs.